# Urbain Ngassongo
Urbain Ngassongo (né le 15 octobre 1961 à Kinshasa) est le premier évêque du diocèse de Gamboma.

## Biographie
Urbain Ngassongo a été ordonné prêtre le 20 juillet 1996.
Le pape Benoît XVI le nomme le 22 février 2013 évêque de Gamboma. Il reçoit l'ordination épiscopale des mains de l'archevêque de Brazzaville, Anatole Milandou, le 21 avril de la même année. Les co-consécrateurs étaient Jan Romeo Pawłowski, nonce apostolique au Gabon et en République du Congo, et Victor Abagna Mossa, évêque d'Owando.
Sa devise est « Ut unum sint ».